# قلعه دوور
قلعه دوور (انگلیسی: Dover Castle) یک قلعهٔ باستانی قرون وسطایی در کشور انگلستان و در منطقه دوور، کنت می‌باشد. با توجه به اهمیت دفاعی آن در طول تاریخ می‌توان گفت که این قلعه، کلید ورود به انگلستان بوده است. قلعهٔ دوور جزو بزرگترین قلعه‌ها در انگلستان محسوب می‌شود.

## نگارخانه

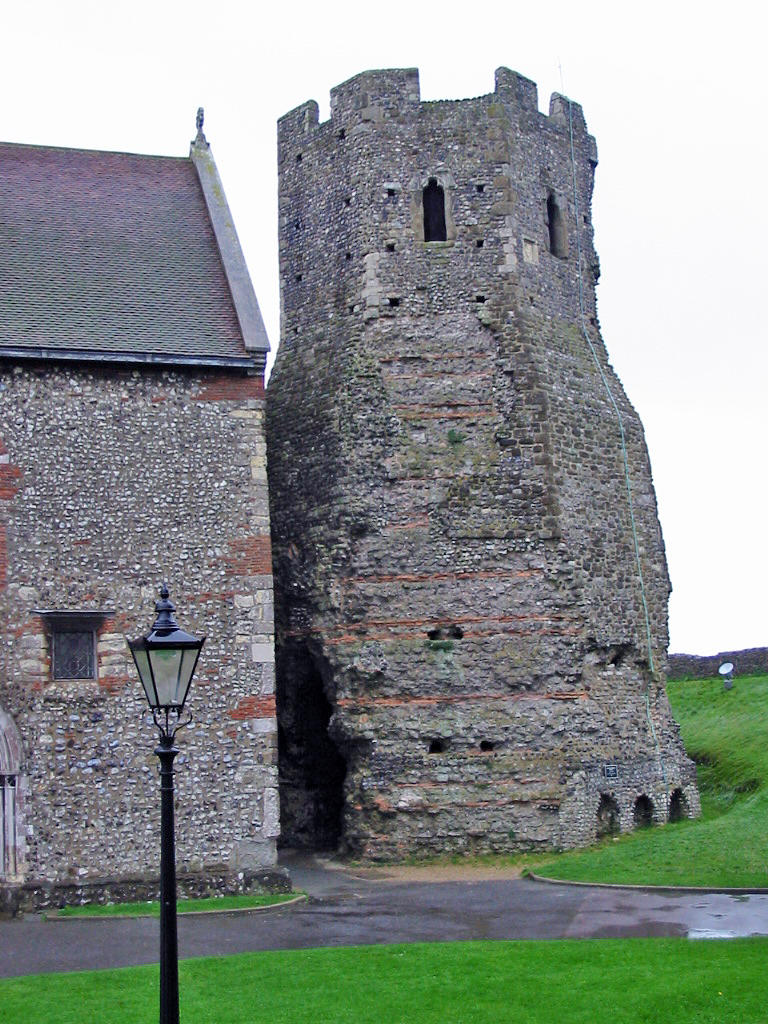
چراغ‌خانهٔ قلعهٔ دوور
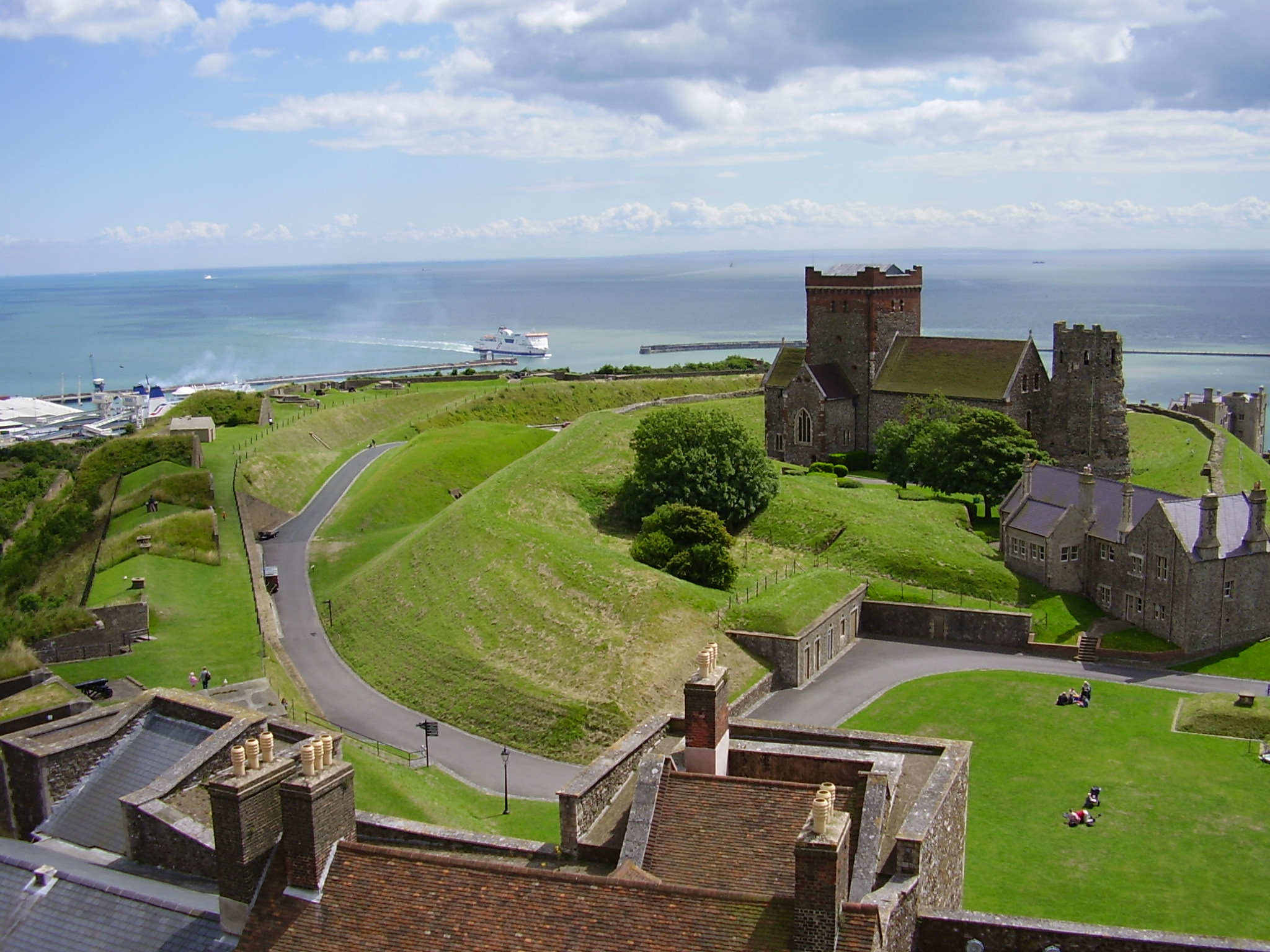
کلیسا و بندر قلعه
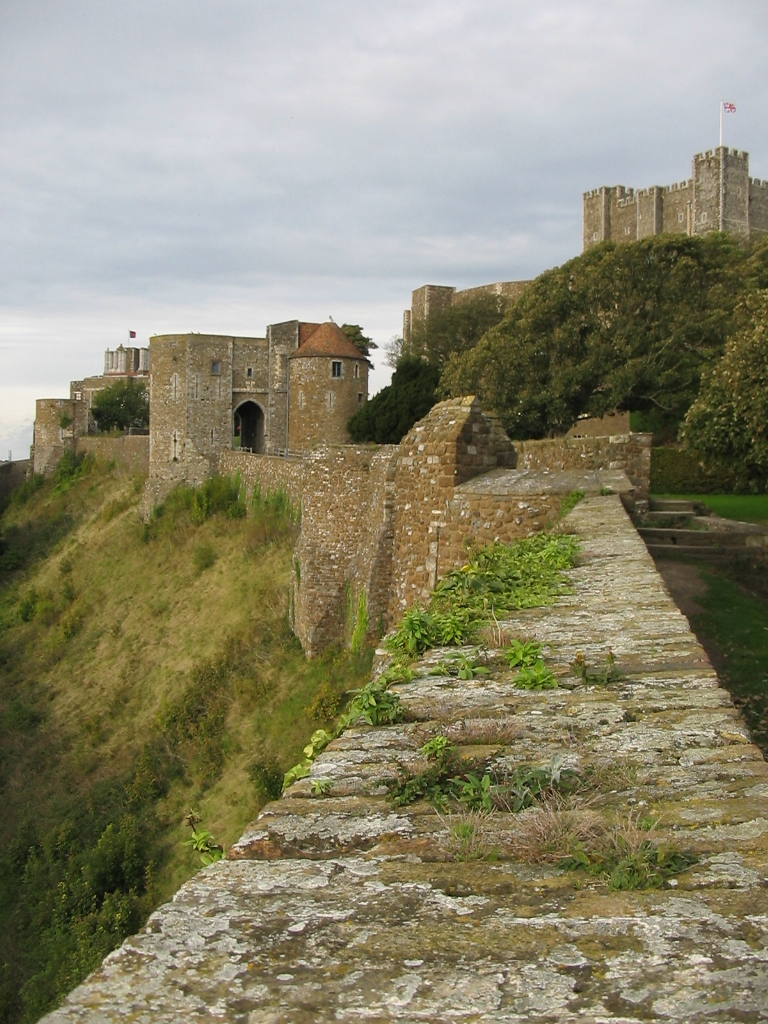
دیوارهای قلعهٔ دوور
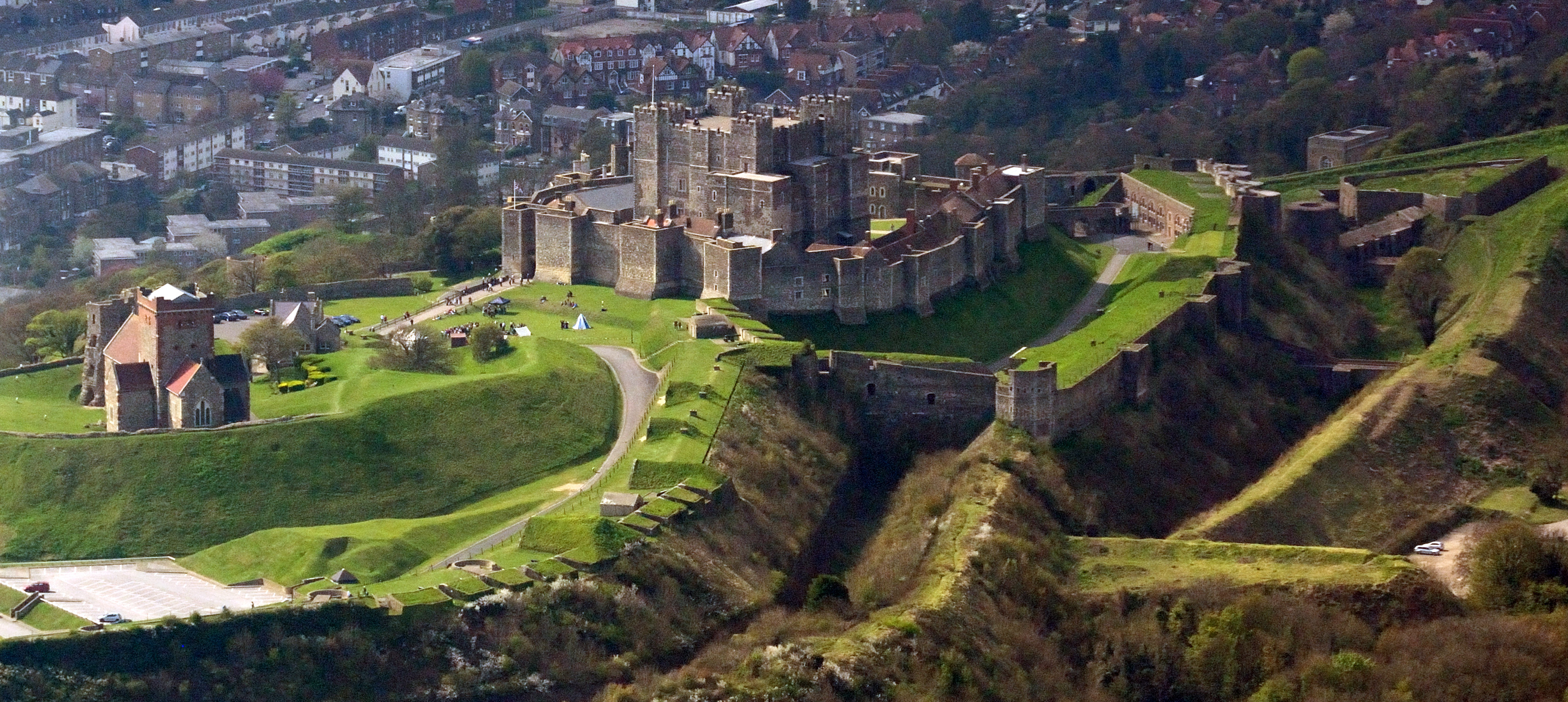
یک نمای گرفته شده از بالا با چشم‌انداز قلعهٔ دوور